# Guaraque (Venezuela)
Pour les articles homonymes, voir Guaraque.
Guaraque est le chef-lieu de la municipalité de Guaraque dans l'État de Mérida au Venezuela.